# Mohamed Atta
Mohamed Mohamed al-Emír Uáháuod al-Szíd Atá (arabul: محمد محمد الأمير عوض السيد عطا) (Káfár el-Sejk, 1968. szeptember 1. – New York, 2001. szeptember 11.) egyiptomi kutb-hívő terrorista, egyike azoknak, akik a 2001. szeptember 11-i merényletet végrehajtották. Ő volt a merénylet vezetője, ugyanakkor közvetlenül is részt vett az American Arlines 11-es járatának eltérítésében, és abban, hogy becsapódjon a World Trade Center északi tornyába egy megtervezett akció részeként. 33 évesen ő volt a legidősebb azok közül a terroristák közül, akik részt vettek a támadásban.

## Élete
Atta 1968 szeptember elsején született a Nílus deltájában fekvő Káfár el-Sejkben. Apja, Mohamed al-Emír Uáháuod al-Szíd Ájta, jogász volt, képzett volt a Saría és a  polgári jog területén is. Atta az egyiptomi mellett megszerezte a szaúdi állampolgárságot is.  Anyja Bátíná Mohamed Musztafa Sireki, gazdag mezőgazdász és kereskedő családból származott, és ő is tanult volt. Bátíná és Mohamed akkor házasodtak össze amikor Bátíná 14 éves volt, egy szülők által elrendelt házasság során. A törvények által átitatott jellemű apát (Atta apját) zord és szigorú, befelé forduló emberként jellemezték és a szomszédok úgy látták, hogy a család a szociálisan elszigetelődött életet élt.  Atta volt a család egyetlen fia, de volt két nővére akik mindketten jól képzettek és a sikeresek voltak. Egyikük mint orvos, a másik mint professzor.
Mikor Atta 10 éves lett, családja Kairó belvárosába költözött. Apja folyamatosan távol tartotta családját a külső szociális kapcsolatoktól és nem engedte meg, hogy más gyerekekkel barátkozzon. Atta a legtöbb idejét otthoni tanulással és iskolai feladatokra való felkészüléssel töltötte. 1985-ben felvételt nyert a kairói egyetemre, ahol mérnöknek tanult. Legjobb eredményű diákok egyikeként, Atta részt vett egy olyan szelektív építészeti képzésen a végzős éveiben ahová nehéz volt bekerülni. 1990-ben végzett az építészeti tanulmányaival, és csatlakozott a Muszlim Testvériséghez kapcsolódó mérnökök szervezetéhez. Néhány hónappal a végzése után a Városfejlesztési Központban kezdett dolgozni Kairóban, ahol építészeti tervezéssel, valamint épület design-nal foglalkozott. 1990-ben Atta családja egy toronyház 11. emeletén található apartmanba költözött, Gíza városába.

## Németországban töltött évek

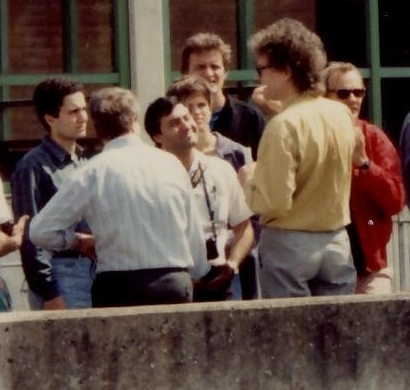
Mohamed Atta (balra) diákként Németországban, 1993

A Kairó Egyetemen való végzését követően, Atta átlagos minősítése nem volt elég ahhoz, hogy felvegyék az egyetem magasabb szintű fokozatszerzést lehetővé tevő képzésire. Apja ragaszkodott hozzá, hogy Atta külföldre menjen posztgraduális képzésre, ezért Atta beiratkozott egy német nyelvtanfolyamra a kairói Goethe intézetben.  
1992-ben Atta Kairóba látogatott, meghívta apját Németországba. Egy csereprogram futott akkoriban Egyiptom és Németország között. Apja azt javasolta Attának, hogy folytassa a tanulmányait Németországban. Mohamed Atta 1992 júliusában fejezte be az alapképzést követő németországi továbbképzést.

### Németországi tanulmányok
Németországban Atta beiratkozott egy várostervezést tanító posztgraduális képzésbe a Hamburgi Műszaki Egyetemen.  Attát tanárai frusztráltnak látták, melyet Atta beszűkült gondolkodásmódjából és a nagymértékben befelé forduló személyiségéből fakadó problémák következményeként értékeltek. Atta elkezdett egy szigorú iszlám diétát, gyakran járt mecsetbe, ritkán szocializálódott, és barátságtalanná vált a Németországban őt vendéglátó pár lányával szemben, aki házasságon kívül gyereket szült. (Ami a konzervatív/radikális iszlám nézetek fényében szigorúan elítélendő.)  Az így kialakult kellemetlen helyzet megoldása céljából fél évvel később megkérték őt, hogy költözzön el.

### Kollégiumi élete
1993 elején Atta egyetemi kollégiumba költözött, ahol két másik diákkal kellett megosztania a lakóhelyét. 1998-ig élt itt, ezalatt a szobatársai frusztráltá váltak Atta viselkedése miatt, mert ritkán takarított, és nem tartotta be alapvető társas alkalmazkodás szabályait. Nem tudtak rá pozitív hatást gyakorolni, és úgy jellemezték őt mint aki a lakóközösség ellenére is "teljes, szinte agresszív elszigeteltségben" maradt.

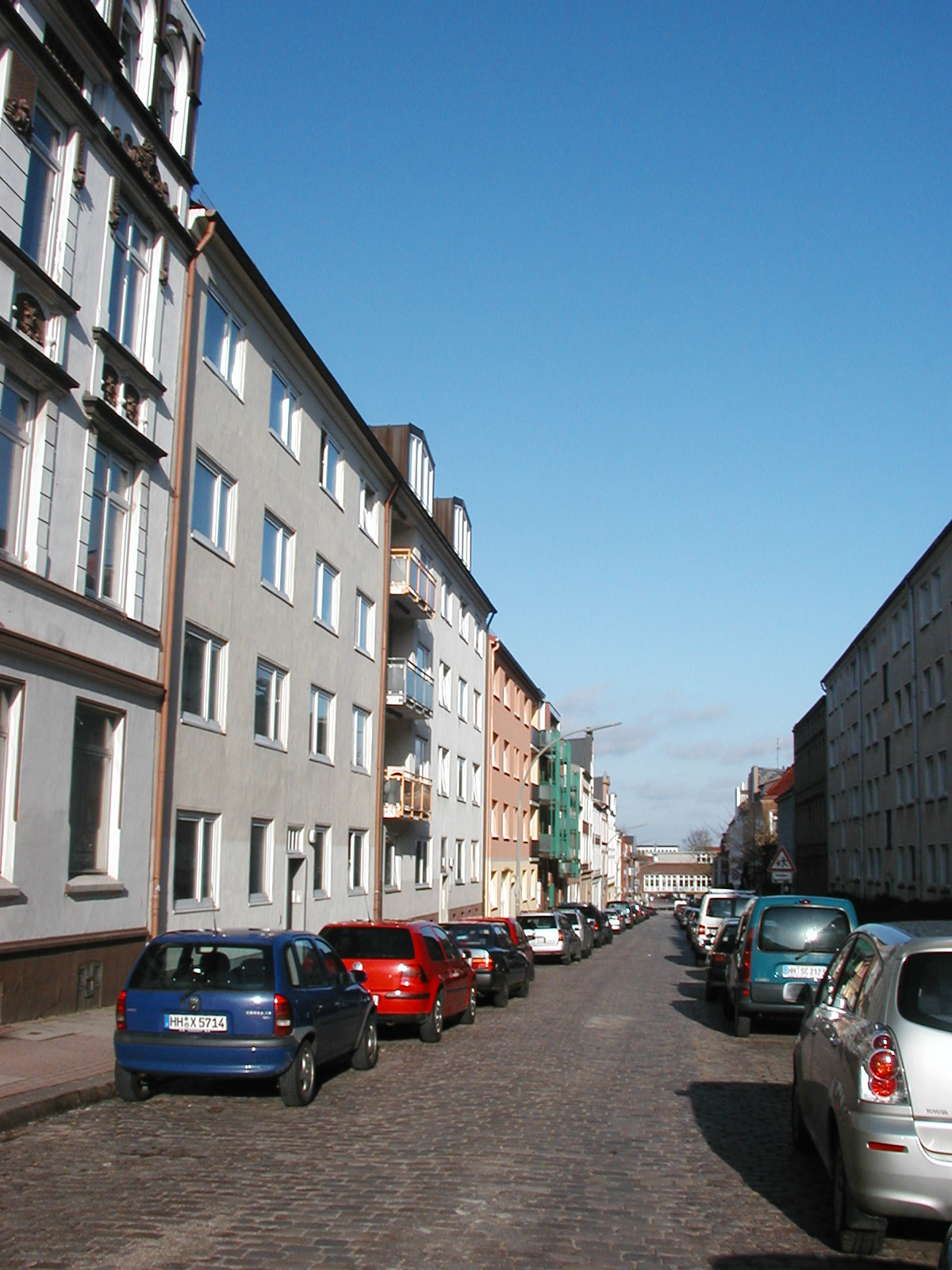
A hamburgi Marienstraße 54., ahol Atta, Báhodzsí, és bin al-Sájbá lakott együtt 1998 és 2001 között.

### Nyugatellenes ideológiák kifejezése
A Hamburg-Harburg Egyetemen, Dittmar Machule tanszéki irányítása alatt tanult, akinek a közel kelet volt a szakterülete.  Atta aggódott a modern fejlődés, és annak hatásai, és a magas építésű házak miatt Kairóban és más ősi közel-keleti városban. Úgy látta, hogy azok által a nagy, személytelen, és gyakran ronda lakótelepi házak által, melyek  az 1960-as és az 1970-es években épültek, tönkretették a régi városrészeket, és ezzel elvették az emberek magánéletét, méltóságát. Atta családja is egy ilyen lakótelepi toronyházba költözött 1990-ben, ami szerinte "a kopott szimbóluma Egyiptom rendszertelen modernizációs próbálkozásainak és szégyenletes ölelkezés a nyugattal."  Az ő saját tanulmányainak témájában Atta a szíriai Aleppó városával foglalkozott. Felfedezte a történelmi Aleppó modernizálódó vonásait, és egy általános konfliktust az arab civilizáció és a modernitás között. Atta kritizálta a modern felhőkarcolók megjelenését és az Aleppó városban zajló fejlesztési projekteket, melyek szerinte megzavarják a város hagyományos struktúráját azzal, hogy blokkolják a közösségi térként funkcionáló utcákat és megváltoztatják a látképet.
1994-ben Atta témavezető professzora, Dittmar Machule, meghívta őt Aleppóba egy háromnapos régészeti célú tanulmányútra.  Miután Atta több hetet töltött Aleppóban 1994 augusztusában, decemberben újra visszautazott.
A szíriai tartózkodása idején találkozott egy fiatal palesztin nővel, akit Amalnak hívtak, és egy tervező irodának dolgozott. Volker Hauth, aki Attával együtt utazott, úgy jellemezte Amalt, mint aki "csinos és magabiztos", "emancipált és kihívó". Úgy tűnt, hogy vonzódtak egymáshoz, de Atta azt magyarázta Hauthnak, hogy Amál "egészen más irányultsággal rendelkezett és ez az emancipáció egy fiatal nőhöz nem illik." 1995 közepén Atta három hónapot töltött Kairóban diáktársával, Volker Hauth-tal és Ralph Bodensteinnel, a Carl Duisberg Társaság támogatásával. Ők az iszlám Kairó régi negyedében vizsgálták az idegenforgalom fejlesztésének céljából zajló fejlesztéseket. Majd Atta Kairóban maradt a családjával, miután Hauth és Bodenstein visszatért Németországba.
Később hitében megerősödve Atta is visszatért Németországba. Majd kapcsolatba került az iszlámot radikálisan értelmező bevándorlók csoportjával. Ezt követően Hamburg al-Kudsz nevű mecsetében létrejött terrorcsoporthoz csatlakozott. Ekkor került figyelme középpontjába az általa a világ zsidóságának központjául számon tartott New York.

## Iszlám ébredési mozgalom
1992-ben Hamburgba érkezését követően Atta a korábbiaknál sokkal vallásosabbá vált, gyakran látogatott mecseteket.  Attát barátai Németországban úgy jellemezték, mint egy intelligens embert, akinek vallásos nézeti vannak politikai motivációkkal és haraggal az Egyesült Államok politikájával kapcsolatban, mely a közel-kelet felé irányul, konkrétan az oszlói megállapodások és az Öböl háborúval kapcsolatban. Atta feldühödött az egyiptomi uralkodói elit, és az egyiptomi kormány Muszlim Testvériség szervezet tagjaival szemben megnyilvánuló elnyomása miatt is.
Atta 1995. augusztus 1-jén visszament Egyiptomba egy három hónapos tanulmányútra.  Mielőtt Egyiptomba ment, megnövesztette a szakállát, azért hogy jámbor muszlim ember benyomását keltse. Atta 1995. október 31-én visszatért Hamburgba, majd ősszel csatlakozott egy olyan csoporthoz, melynek tagjai zarándokutakat szerveztek Mekkába.
1996. április 11-én Atta aláírta a végrendeletét egy mecsetben, melyben hivatalosan kinyilvánította a muszlim nézeteit, valamint 18 instrukciót, melyek az ő temetési szertartására vonatkoztak. 1997-ben azt állította, hogy újból a mekkai zarándoklatra utazik, ám ehelyett Afganisztánba ment, ahol terroristakiképzést kapott. Atta 1998-ban felhívta a továbbképzési konzulensét, miután egy év alatt semmit sem haladt a disszertációjával, és azt mondta, hogy családi problémái voltak otthon és kérte, hogy értse meg, hogy nem akar többet mondani ezekről a személyes dolgokról.”
1998 közepétől Atta nem volt már jogosult többé a kollégiumban való bentlakásra, így elköltözött egy közeli apartmanba, Wilhelmsburgba, ahol Száid Báhodzsíval és Rámzi bin al-Sájbával lakott együtt. 1999 elején Atta befejezte, majd 1999 augusztusában megvédte disszertációját.
1998 közepétől Atta, Sáhi, és bin al-Sájbá egy raktárban dolgoztak együtt, ahol számítógépeket csomagoltak szállítás előtt. A következő télen a Marienstrasse 54. szám alatt található lakásba költöztek a Hamburgi Egyetem közelében.  Itt történt, hogy mint csoport "terrorista sejtté" fejlődtek, egyre inkább csoportként kezdtek fellépni. Hetente három-négy alkalommal találkoztak azért, hogy megosszák egymással az Amerika ellenes érzéseiket és egy lehetséges támadás módját. Számos al-Káida tag élt abban a lakásban, melyben ők, több időszakon keresztül, köztük gépeltérítők is, például Maruán al-Sáhi, Zakáríjá Ásszábár, és még sokan mások.
1999 végén Atta, Sáhi, Zsárá, Báhodzsí, és bin al-Sájbá eldöntötték, hogy Csecsenföldre utaznak azért, hogy az oroszok ellen küzdjenek, de Hálid el-Muszrá és Mohemdu Old Alsziláhi meggyőzte őket arról, hogy megváltoztassák a tervüket. Ezért ők e helyett azt tervezték, hogy Afganisztánba mennek egy-két hétre november végén. 1999. november 29-én Mohamed Atta felszállt a Turkish Airlines TK1662-repülőgépére, egy Isztambulba tartó gépre Hamburgban, ahol átszállt a TK1056 járatjelzetű pakisztáni Karacsiba tartó gépre. Miután megérkeztek, egy al-Káida vezető, Mohamed Atef kiválasztotta őket, mivel megfelelő jelöltnek látta őket repülőgép műveletekben való részvételre. Ők mind jól képzettek voltak, és tapasztaltak voltak a nyugati társadalomban való életvitelben, valamint rendelkeznek angol nyelvtudással, és tudnának vízumot szerezni. Még mielőtt bin al-Sájbá megérkezett, Attát, Sáhit, és Zsárát elküldték Gamdi házához, mely bin Láden házának közelébe volt Kandahárban, ahol Bin Láden várt rájuk. Bin Láden megkérte őket, hogy vállalják a hűséget és hajtsanak végre öngyilkos küldetést, amit Atta és a többi három hamburgi férfi elfogadott.

## Az Egyesült Államokban
1999-ben az Amerikai Egyesült Államokba költözött, ahol megszervezte a négy repülőgéppel az ország jelképei ellen végrehajtandó repülőgépes támadásokat.

### A támadás
2001. szeptember 11-én a 8:46-kor a WTC északi tornyába vezette a csoportja által eltérített repülőgépet.

## Fordítás
Ez a szócikk részben vagy egészben a Muhammad Atta című angol Wikipédia-szócikk fordításán alapul.  Az eredeti cikk szerkesztőit annak laptörténete sorolja fel. Ez a jelzés csupán a megfogalmazás eredetét és a szerzői jogokat jelzi, nem szolgál a cikkben szereplő információk forrásmegjelöléseként.